# Бергквист, Нильс Валентин
Нильс Валентин Бергквист (швед. Nils Valentin Bergkvist; 14 июня 1915, Сёдертелье — 27 октября 1993) — шведский шахматист.

## Биография
С начала 1930-х до начала 1950-х был одним из ведущих шахматистов Швеции. В 1933 году поделил первое место на чемпионате Швеции по шахматам в Лунде. В 1937 году занял пятое место в Стокгольмском международном шахматном турнире, в котором победил Рубен Файн). В 1937 году в Стокгольме сыграл матч с Сало Ландау. В 1938 году поделил 3-е — 4-е место на шахматных турнирах в Кальмаре (в турнире победил Эрик Лундин) и в Стокгольме (в турнире победил Гёста Штольц). В 1939 году на открытом чемпионате Швеции по шахматам поделил второе место с Рудольфом Шпильманом (в турнире победил Гидеон Штальберг). В 1940 году в Стокгольме победил в неофициальном чемпионате Швеции по шахматам.
Представлял сборную Швеции на крупнейших командных шахматных турнирах:
- в шахматных олимпиадах участвовал два раза (1939, 1950). В индивидуальном зачете завоевал бронзовую (1950) медаль;
- в неофициальной шахматной олимпиаде участвовал в 1936 году[1].